# Tirano
Tirano är en ort och kommun i provinsen Sondrio i Lombardiet i norra Italien nära schweiziska gränsen. Kommunen hade 9 011 invånare (2018) och gränsar till kommunerna Sernio, Vervio, Villa di Tirano och Schweiz.
Det lokala näringslivet domineras av jordbruk, främst frukt- och vinodling. På senare tid har det blivit allt vanligare att invånarna i Tirano pendlar till arbete i Milano istället.